# Codia spathulata
Codia spathulata är en tvåhjärtbladig växtart som beskrevs av Brongn. & Gris. Codia spathulata ingår i släktet Codia och familjen Cunoniaceae. Inga underarter finns listade i Catalogue of Life.